# Neolana pallida
Neolana pallida är en spindelart som beskrevs av Forster och Wilton 1973. Neolana pallida ingår i släktet Neolana och familjen Amphinectidae. Inga underarter finns listade i Catalogue of Life.